# Богишићи
Богишићи је насељено мјесто у општини Тиват у Црној Гори. Према попису из 2023. било је 198 становника.

## Демографија
У насељу Богишићи живи 134 пунолетна становника, а просечна старост становништва износи 38,3 година (37,2 код мушкараца и 39,4 код жена). У насељу има 57 домаћинстава, а просечан број чланова по домаћинству је 3,23.
Становништво у овом насељу веома је хетерогено.
|  |

| Демографија | Демографија | Демографија |
| Година      | Становника  | Становника  |
| ----------- | ----------- | ----------- |
|             |             |             |
|             |             |             |
|             |             |             |
|             |             |             |
| 1948.       | 211         |             |
| 1953.       | 208         |             |
| 1961.       | 228         |             |
| 1971.       | 207         |             |
| 1981.       | 218         |             |
| 1991.       | 169         | 159         |
| 2003.       | 189         | 184         |
|             |             |             |

| Етнички састав према попису из 2003.‍ | Етнички састав према попису из 2003.‍ | Етнички састав према попису из 2003.‍ | Етнички састав према попису из 2003.‍ | Етнички састав према попису из 2003.‍ |
| ------------------------------------ | ------------------------------------ | ------------------------------------ | ------------------------------------ | ------------------------------------ |
|                                      |                                      |                                      |                                      |                                      |
| Срби                                 | Срби                                 |                                      | 63                                   | 34,23%                               |
| Црногорци                            | Црногорци                            |                                      | 43                                   | 23,36%                               |
| Хрвати                               | Хрвати                               |                                      | 37                                   | 20,10%                               |
| Албанци                              | Албанци                              |                                      | 4                                    | 2,17%                                |
| непознато                            | непознато                            |                                      | 12                                   | 6,52%                                |

| Година пописа     | 1948. | 1953. | 1961. | 1971. | 1981. | 1991. | 2003. |
| ----------------- | ----- | ----- | ----- | ----- | ----- | ----- | ----- |
| Број домаћинстава | 49    | 54    | 62    | 59    | 54    | 54    | 57    |

| Број чланова      | 1  | 2  | 3  | 4 | 5  | 6 | 7 | 8 | 9 | 10 и више | Просек |
| ----------------- | -- | -- | -- | - | -- | - | - | - | - | --------- | ------ |
| Број домаћинстава | 57 | 12 | 14 | 4 | 14 | 5 | 5 | 3 | 0 | 0         | 0      |

| Пол    | Укупно | Неожењен/Неудата | Ожењен/Удата | Удовац/Удовица | Разведен/Разведена | Непознато |
| ------ | ------ | ---------------- | ------------ | -------------- | ------------------ | --------- |
| Мушки  | 77     | 27               | 42           | 3              | 2                  | 3         |
| Женски | 70     | 15               | 40           | 12             | 2                  | 1         |
| УКУПНО | 147    | 42               | 82           | 15             | 4                  | 4         |

| Пол    | Укупно                    | Пољопривреда, лов и шумарство | Рибарство                            | Вађење руде и камена | Прерађивачка индустрија       |
| ------ | ------------------------- | ----------------------------- | ------------------------------------ | -------------------- | ----------------------------- |
| Мушки  | 20                        | 0                             | 0                                    | 0                    | 2                             |
| Женски | 14                        | 0                             | 0                                    | 0                    | 0                             |
| УКУПНО | 34                        | 0                             | 0                                    | 0                    | 2                             |
| Пол    | Производња и снабдевање   | Грађевинарство                | Трговина                             | Хотели и ресторани   | Саобраћај, складиштење и везе |
| Мушки  | 1                         | 2                             | 3                                    | 1                    | 2                             |
| Женски | 1                         | 0                             | 5                                    | 3                    | 1                             |
| УКУПНО | 2                         | 2                             | 8                                    | 4                    | 3                             |
| Пол    | Финансијско посредовање   | Некретнине                    | Државна управа и одбрана             | Образовање           | Здравствени и социјални рад   |
| Мушки  | 0                         | 2                             | 4                                    | 2                    | 0                             |
| Женски | 0                         | 1                             | 0                                    | 2                    | 0                             |
| УКУПНО | 0                         | 3                             | 4                                    | 4                    | 0                             |
| Пол    | Остале услужне активности | Приватна домаћинства          | Екстериторијалне организације и тела | Непознато            | Непознато                     |
| Мушки  | 1                         | 0                             | 0                                    | 0                    | 0                             |
| Женски | 0                         | 0                             | 0                                    | 1                    | 1                             |
| УКУПНО | 1                         | 0                             | 0                                    | 1                    | 1                             |

## Цркве
Црква Светог Јована Крститеља је подигнута 1776.. Садашњи звоник саграђен је 1900. године. Православни су имали цркву Св. Ивана, али је одузета и предана католицима, па су православни поред ње, направили нову цркву Св. Јована.
- Православна црква Св. Јована
- Православна црква Св. Јована
- Унутрашњост православне цркве Св. Јована
- Католичка црква Св. Ивана